# Гріггсвілл (Іллінойс)
Гріггсвілл (англ. Griggsville) — місто (англ. city) в США, в окрузі Пайк штату Іллінойс. Населення — 1097 осіб (2020).

## Географія
Гріггсвілл розташований за координатами 39°42′28″ пн. ш. 90°43′38″ зх. д. / 39.70778° пн. ш. 90.72722° зх. д. (39.707863, -90.727284).  За даними Бюро перепису населення США в 2010 році місто мало площу 2,79 км², уся площа — суходіл.

## Демографія
Згідно з переписом 2010 року, у місті мешкало 1226 осіб у 498 домогосподарствах у складі 340 родин. Густота населення становила 440 осіб/км².  Було 574 помешкання (206/км²).
Расовий склад населення:
| - 98,9 % — білих - 0,1 % — чорних або афроамериканців |

До двох чи більше рас належало 0,6 %. Частка іспаномовних становила 1,2 % від усіх жителів.
За віковим діапазоном населення розподілялося таким чином: 25,2 % — особи молодші 18 років, 58,6 % — особи у віці 18—64 років, 16,2 % — особи у віці 65 років та старші. Медіана віку мешканця становила 39,1 року. На 100 осіб жіночої статі у місті припадало 94,6 чоловіків;  на 100 жінок у віці від 18 років та старших — 91,8 чоловіків також старших 18 років.
Середній дохід на одне домашнє господарство  становив 49 242 долари США (медіана — 38 409), а середній дохід на одну сім'ю — 59 929 доларів (медіана — 53 333). Медіана доходів становила 42 727 доларів для чоловіків та 29 038 доларів для жінок. За межею бідності перебувало 11,1 % осіб, у тому числі 0,8 % дітей у віці до 18 років та 25,3 % осіб у віці 65 років та старших.
Цивільне працевлаштоване населення становило 475 осіб. Основні галузі зайнятості: освіта, охорона здоров'я та соціальна допомога — 30,9 %, виробництво — 12,4 %, будівництво — 7,8 %, публічна адміністрація — 6,9 %.